# Liz White
 (mai 2012).
Si vous disposez d'ouvrages ou d'articles de référence ou si vous connaissez des sites web de qualité traitant du thème abordé ici, merci de compléter l'article en donnant les références utiles à sa vérifiabilité et en les liant à la section « Notes et références ».
Liz White, née le 5 novembre 1979 à Rotherham (Yorkshire) est une actrice anglaise, connue principalement pour son interprétation du personnage d'Annie Cartwright (en) dans Life on Mars, série de la BBC (2006). Elle a également joué dans Vera Drake de Mike Leigh en 2004. Récemment elle a joué Jennet Humpfrye dans La Dame en noir.

## Filmographie
- 2004 – Vera Drake de Mike Leigh
- 2006 – Life on Mars : Annie Cartwright
- 2012 – La Dame en noir : Jennet Humpfrye
- 2012 – Wild Bill de Dexter Fletcher : Roxy
- 2012 – You Want Me to Kill Him ? d'Andrew Douglas : Janet
- 2014 – Pride de Matthew Warchus : Margaret Donovan
- 2014 : Line of Duty (série télévisée) : Jo Dwyer (saison 2)

### Télévision
- 2014 : D'une vie à l'autre (From there to here) : Joanne